# Ekalaka
Ekalaka is een plaats in het zuidoosten van de Amerikaanse staat Montana. De naar de Sioux-vrouw van David Russell Harrison vernoemde plaats is de enige town in en de hoofdplaats van Carter County.

## Demografie
Bij de volkstelling in 2000 werd het aantal inwoners vastgesteld op 410.
In 2006 is het aantal inwoners door het United States Census Bureau geschat op 395, een daling van 15 (-3,7%).

## Geografie
Volgens het United States Census Bureau beslaat de plaats een oppervlakte van
2,7 km², geheel bestaande uit land. Ekalaka ligt op ongeveer 1044 meter boven zeeniveau.

## Plaatsen in de nabije omgeving
De onderstaande figuur toont nabijgelegen plaatsen in een straal van 68 km rond Ekalaka.